# Ron Aspery
Ronald Aspery (Middlesbrough, 3 juni 1943 - 10 december 2003) was een Britse fusionmuzikant.

## Carrière
Aspery leerde op 12-jarige leeftijd saxofoon spelen en speelde vervolgens in het Middlesbrough Municipal Junior Orchestra en bij zijn leraar Jimmy Carr, daarna als professioneel muzikant in het orkest van Eric Delaney en daarnaast jamde hij met Colin Hodgkinson. In 1971 formeerde hij het fusiontrio Back Door, dat tot 1977 bestond en waarmee hij meerdere albums opnam en succesvol internationaal toerde. Daarbij had hij in Londen en Parijs de gelegenheid om op te treden met Miles Davis. In de daarop volgende jaren trad hij op met Chris Rea, Status Quo, Ronnie Scott en Keith Richards. Ook met Alexis Korner trad hij vaak op en werkte hij mee op enkele van zijn platen. Met RMS (Ray Russell, Gil Evans en Mark Isham speelde hij in 1983 tijdens het Montreux Jazz Festival. In 1984 haalde John Williams hem bij zijn cross-over-band Sky, waarmee hij ook op een tournee door Australië ging. Hij leidde in 1988 ook het English Jazz Quartet tijdens het festival Jazz at the Mill in Adelaide. In 2003 kwamen er meerdere concerten met Back Door, die ook werden gedocumenteerd op cd. In de loop van zijn carrière volgden veel gastbijdragen bij opnamen van bekende artiesten, zoals Roger Daltrey, Roger Glover, Glenn Hughes, Meat Loaf en Whitesnake.

## Overlijden
Ron Aspery overleed in december 2003 op 60-jarige leeftijd.
- Bibsys: 6046212
- Gemeinsame Normdatei: 134317475
- MusicBrainz: 6ca74114-ddc6-47d1-8f15-1b5b67d5ded8
- Virtual International Authority File: 176149196648574792784
- WorldCat: E39PBJyxccMWBBDBxGbYkjRh73